# Donji Karin
Donji Karin is een plaats in de gemeente Benkovac in de Kroatische provincie Zadar. De plaats telt 101 inwoners (2001).